# Русино (Владимирская область)
Русино (в прошлом сельцо Заозерье, Новое Заозерье, Богородское) — село в Ковровском районе Владимирской области.

## История
В XVII веке и входило в поместье дворянского рода Владыкиных — одной из старинных владимирских фамилий, известной с XV столетия.
В 1679 году старший брат Петра Великого царь Федор III Алексеевич пожаловал имение (Старое) Заозерье (сегодня известное как село Воскресенское), расположенное в нескольких километрах западнее с. Русино, дворянину Ивану Васильевичу Владыкину «за многую его службу и храбрость, и походы на польское и литовское королевство». С тех пор (Старое) Заозерье (Воскресенское) и его окрестности с сельцом Заозерье (Русино) принадлежало Владыкиным до начала XIX столетия.

## Заозерье Новое
В начале XVIII столетия майор Копорского мушкетёрского полка Иван Васильевич Владыкин построил в нескольких верстах от центра родовой вотчины, села (Старое) Заозерье, свою новую усадьбу в месте, которое стало обозначаться как сельцо Заозерье и подал челобитную в Синодальный казенный приказ, в которой просил о дозволении «за дальностию от других церквей» «построить вновь в сельце Заозерье деревянную церковь в честь Рождества Пресвятой Богородицы». В марте 1728-го из Святейшего Синода было получено дозволение начать строительство церкви в Заозерье. В сентябре 1737 г. И. В. Владыкин сообщил в Синодальный казенный приказ о том, что «оная церковь построена и ко освящению совсем готова». В 1737 г. игумен Любецкого Успенского мужского монастыря Авраамий освятил храм.
После освящения храма сельцо Заозерье стало селом. Но, поскольку село с таким названием уже было неподалеку (Заозерье — нынешнее Воскресенское), то новое село стали называть Заозерьем Новым. В 1733 г. в селе Новое Заозерье «показано в приход к той церкви три двора помещиковых, 47 дворов крестьянских, а для отправления божественного служения и мирских треб у той церкви быть попу, дьячку и пономарю».
В течение XVIII—XIX столетий Русино оставалось типичным помещичьим селом. Деревянная церковь в 1777 году обновлялась вдовой И. В. Владыкина Прасковьей Афанасьевной Владыкой (Шимановской).

## Богородское, Русино тож
В начале XIX века село Заозерье Новое упоминается в документах как Богородское — по храму в честь Рождества Пресвятой Богородицы. Тогда же появляется, возможно в просторечии, и третье название — Русино. Так, в одном из документов 1779 года упоминается «село Богородское, Русино тож». Со временем именно наименование «Русино» стало основным, хотя вплоть до 1917 г. село официально именовалось как Заозерье Новое.

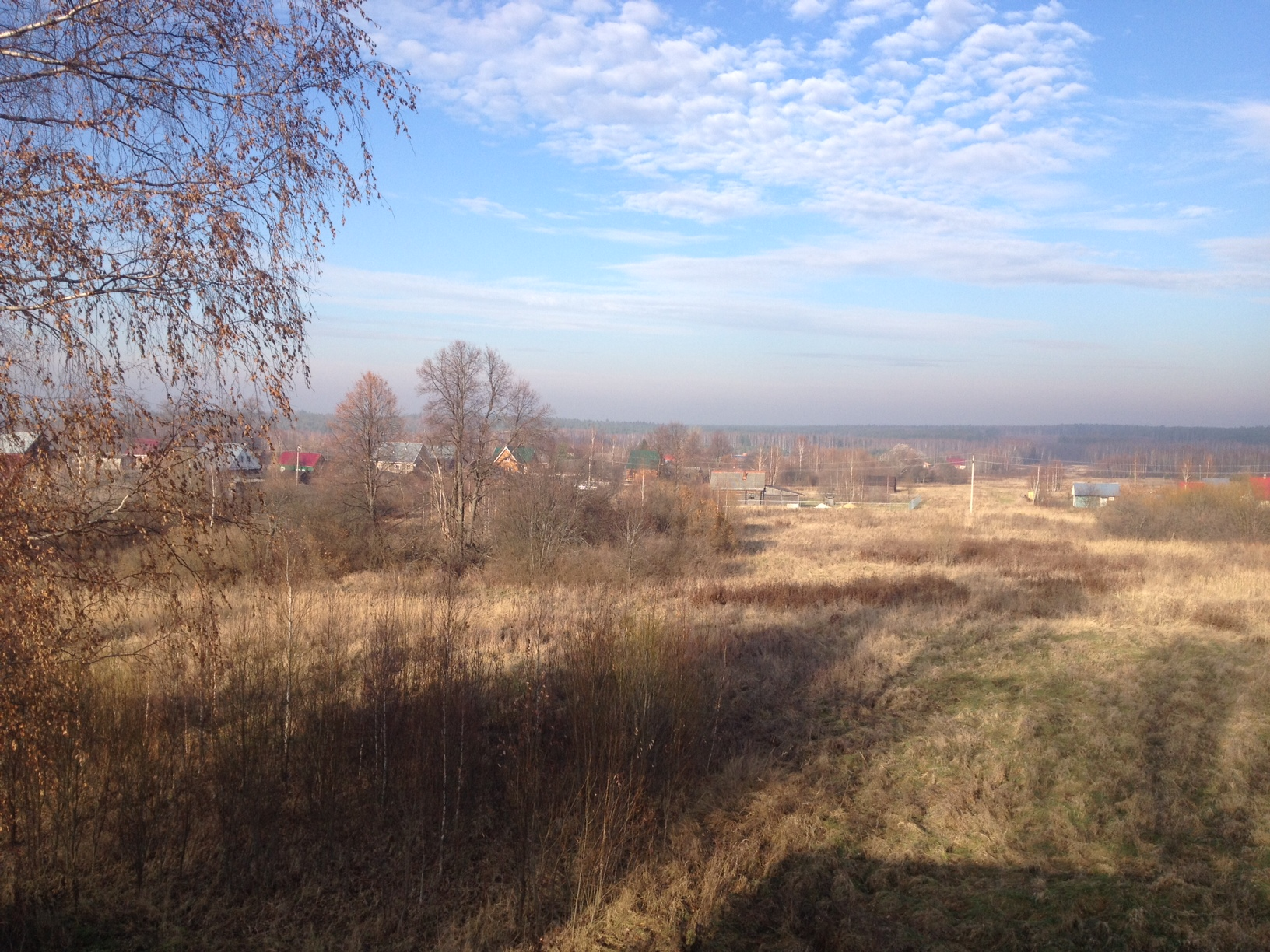
село Русино (вид со стороны церкви Троицы)

Сын Михаила Ивановича Владыкина Василий Михайлович Владыкин, получивший в наследство от отца Русино, проводил в начале 1810 годов обновление деревянной церкви в честь Рождества Пресвятой Богородицы. В 1806 году при селе Русино ему принадлежало 313 «мужеска полу душ» крестьян.
В начале XIX века часть имения в селе Русино перешла к мужу племянницы В. М. Владыкина отставному поручику Сумского гусарского полка Александру Дмитриевичу Воинову (умер 22 июня 1856 г. 56-ти лет, похоронен в Русино). За отсутствием сыновей имение поделили его четыре дочери, а также племянник В. М. Владыкина поручик Александр Алексеевич Владыкин. В описании Русино 1857 г. указывается, что в этом селе находятся «два господских дома гг., Воиновых и Владыкина».

## Церковь Троицы Живоначальной в Русино
В 1882 г. в Русино построили новую каменную церковь в честь Святой Живоначальной Троицы, доставшуюся в наследство современным жителям Русино. Основными жертвователями на строительство храма стали русинские крестьяне Тимофей Иванович Малышев, Иван Макарович Куранов и Прокопий Михайлович Гусев. Старая деревянная воиновская церковь Рождества Пресвятой Богородицы оставалась в селе до 1883 года. В 1883 году она сгорела от подожжённого рядом сена (там же). На её месте была возведена не сохранившаяся сегодня входная каменная часовня.
В 1888 году Петр Михайлович Куранов, племянник храмоздателя И. М. Куранова, выстроил в Русино здание для учреждённой там сельской церковно-приходской школы, попечителем которой состоял 12 лет. На кладбище при Троицком храме села Русино можно видеть надгробные плиты родителей благотворителя Михаила Макаровича и Пелагеи Ивановны Курановых.

## Советское время
В начале 1930-х годов в селе был создан колхоз «Новое Русино», который в начале 1950-х вошёл в состав укрупненного колхоза «Объединённый труд».
В феврале 1940 г. решением Ивановского облисполкома закрыта и «ликвидирована» церковь Троицы в Русино. В годы Великой Отечественной войны здание церкви использовали как барак для работавших на лесоповале заключённых. Позднее церковь использовалась в хозяйственных нуждах колхоза.

## Население
| 1859 | 1905 | 1926 |
| ---- | ---- | ---- |
| 328  | 432  | 349  |

| 1859 | 1905 | 1926 | 2002 | 2010 | 2021 |
| ---- | ---- | ---- | ---- | ---- | ---- |
| 328  | ↗432 | ↘349 | ↘9   | ↗13  | ↗58  |

Русино считалось одним из крупных сел Ковровского уезда. В 1733 г. в приходе церкви с. Заозерье Новое были три двора помещиковых, 47 дворов крестьянских. В 1771 году там насчитывалось 127 жителей, в том числе 19 дворовых людей — прислуги в господской усадьбе Владыкиных. В 1806-м в «селе Богородское, Русино тож» проживало 313 человек. В 1857 году в Русино значилось 402 жителя и 49 крестьянских дворов.
Исторического максимума население Русино достигло в 1904 году, когда там проживало 432 человека в 65 дворах, а среди местного населения были развиты офенский, плотницкий и кирпичный промыслы. В селе имелись две бакалейных лавки. К 1923 году там насчитывалось 377 обитателей.
По переписи 1967 года в Русино значилось 133 жителя. В 1978 года — 27 человек. По переписи 2010 года в Русино было прописано 13 человек.

## Известные Русинцы
В 1836 в Русино родился Александр Григорьевич Вишняков — русский публицист, и историк, тайный советник, сенатор 4 департамента правительствующего сената. Александр Григорьевич получил известность как специалист по истории церковного раскола и автор многочисленных публикаций и книг по данному вопросу. Скончался сенатор Вишняков 1 декабря 1912 года в Петербурге.

## Достопримечательности
- Церковь Троицы Живоначальной в Русино